# Amir Reza Pourramezanali
Amir Reza Pourramezanali (en persan : امیررضا پوررمضانعلی ; né le 23 septembre 1992, à Racht, en Iran) est un grand maître iranien des échecs.

## Palmarès en compétitions jeunes
Amir Reza Pourramezanali remporte plusieurs médailles d'or lors des championnats d'Iran des jeunes dans les catégories d'âge des moins de 14 ans, des moins de 16, des moins de 18. Il reçoit aussi une médaille de bronze au championnat asiatique des jeunes de moins de 18 ans.

## Palmarès individuel en compétitions adultes
Amir Reza Pourramezanali termine deuxième à l'Open de Pologne en 2008. En 2014, il est vainqueur du 6e open de Lian (en Iran). En 2015, il est vainqueur du tournoi des grands maîtres de Moscou et termine vice-champion d'Iran d'échecs de blitz. L'année suivante, il remporte le tournoi d'été des grands maîtres de Tbilissi, le Tblissi Grandmaster Summer Tournament. En 2017, il est finaliste au Trophée Jeunes Talents Anatoly Karpov au Cap d'Agde. La même année, il remporte le championnat zonal d'Asie 3.1 qui se joue à Téhéran, ce qui permet sa participation à la Coupe du monde d'échecs de Tbilissi en 2017.

## Palmarès avec l'équipe nationale
Amir Reza Pourramezanali remporte une médaille de bronze avec l'équipe nationale iranienne en Coupe d'Asie des Nations 2014 et la même récompense avec l'équipe iranienne au championnat du monde universitaire d'échecs de 2016, deux ans plus tard.

## Titres internationaux
Amir Reza Pourramezanali est maître FIDE depuis 2010. Il obtient ensuite le titre de maître international en 2014 et Grand maître international en 2016.